# 主机卡模拟
主机卡模拟（Host Card Emulation，HCE）是仅仅使用软件对智能卡进行的虚拟而精确的呈现。在HCE架构之前，NFC交易只通过安全元件（Secure Element）进行。
HCE提供了如下能力使得厂家能够通过移动设备提供：更简便的支付方案；闭环的非接触支付方案；实时的支付卡分发；更具有战略意义的是，不必改变终端软件即可实现便利的部署。

## 历史
HCE术语最初是由SimplyTapp的 Doug Yeager和Ted Fifelski在2012年提出的，以描述他们以远程智能卡操作进行交易的能力。之前卡模拟只是物理层面存在，即，只能通过一般内置于智能手机内的多用途Secure Element进行卡复制。第一个实现是在2012年Engadget对SimplyTapp的报道，他们为CyanogenMod Android社群发布了他们的Tapp近场通信支付钱包。

## 影响
由于缺乏终端等基础设施，以及Secure Element的方案，使得机构不愿参与移动支付，因为它们面临很高的预付资金成本和复杂的合作关系，这是NFC面临的接受难题。
而Android 4.4 中HCE架构的发布，Google使得任意机构以低成本从NFC获益，包括支持支付，客户积分，门禁，交通卡等，Android中的应用能够模拟NFC智能卡，用户可以选择与他们自己选择的应用发起交易。应用程序也可以使用一种新的Reader模式，使之作为HCE卡或其他NFC卡交易的读取方。

## 实现
Host Card Emulation使得智能设备上的应用程序能够配置为模拟NFC卡功能响应，与终端进行近场通信信息传递。HCE使得NFC协议能够与智能设备的操作系统交互，而不是与仅仅响应为卡片的基于硬件的Secure Element (SE)芯片交互。
自从Android 4.4, Google在Android系统中实现了HCE。 Google通过Host Card Emulation (HCE)为安全的基于NFC的交易引进了平台支持。
台灣目前有 14 家金融機構提供 HCE 信用卡服務，其中部分針對民眾開放，而部分則是針對行員開放。首波開放民眾使用的金融機構有兆豐銀行、新光銀行、永豐銀行、凱基銀行、台新銀行以及日盛銀行；開放行員的金融機構則是台灣銀行、合作金庫、第一銀行、華南銀行、彰化銀行、台北富邦銀行、聯邦銀行以及中國信託。

## 应用
HCE可以用于移动设备与其他获取信任的设备之间的交易，这些设备包括：
- 其他的移动设备
- 非接触销售终端
- 交通检票口
- 各种门禁

## 相關
行動支付
- 信託服務管理平台（英语：Trusted service manager）（TSM）

- 金流信任服務管理平台（Payment Service Provider TSM，PSP TSM）

- Google Pay
- Visa的Token代碼服務

- 蘋果公司的Apple Pay